# Edouard Nevejans
Eduardus Ludovicua (Édouard) Nevejans, de vegades també Bertje Nevejans (Gant (Flandes Oriental), 4 de març, 1842 – Ixelles (Regió de Brussel·les-Capital), 2 de maig, 1895) va ser un violoncel·lista, cantant, compositor, però sobretot professor de música belga.
Era fill del sastre Albertus Franciscus Nevejans i Amelia De Meijere. Ell mateix estava casat amb Flore Verschaffelt. Va ser cavaller de l'orde de Leopold.
La seva carrera va començar al cor del "Sint-Barbaracollege" de Gant, seguit d'altres cors. Va començar els seus estudis el 1855 al predecessor del Conservatori de Gant amb els professors Jan Andries (harmonia i composició) i François De Vigne (violoncel). Una beca de la ciutat de Gant li va permetre continuar els seus estudis al Conservatori Reial de Brussel·les. A partir de 1858 es va poder trobar en diversos escenaris, principalment com a violoncel·lista en un conjunt de música de cambra, inclòs el Zeven Straven, que sovint actuava a "Sodaliteit" i a la "Ghent Société Littéraire".
De jove, el 1874, esdevingué director de la recentment fundada Escola de Música Eeklo i hi romangué fins al 1876. Abans s'havia incorporat al Conservatori de Gant; El 1870 esdevingué professor de solfeig, grau inicial, i passà a solfeig per a adults (1874) i solfeig, grau superior (1785-1894). També va ensenyar cant congregacional (1882-1895) i cant holandès (1890-1895). A Gant també va ser actiu en classes de teoria musical a les escoles de la ciutat i a l'escola normal estatal per a noies (1876-1888). Des de 1875 fins a la seva mort va ser professor de cant holandès al Conservatori Municipal de Bruges.
També va ser actiu com a director de cor a totes aquestes ciutats: "Société royale des Mélomanes" (1867-1883), "Société royale des Choeurs" i "Cercle Artistique et Littéraire" (1892-1895).
Va escriure obres dins dels gèneres de la cançó (solista o coral). Es coneix una òpera còmica en un acte, però no se sap si aquesta obra The Double Hunt (1862) amb llibret de Napoleon Destanberg (Enciclopèdia encara informa que "mai no es va representar"). Altres obres que cal destacar són Flora (vals per a piano sol) i Col·lecció de sis cançons amb acompanyament de piano. El 1888 va publicar, juntament amb Karel Miry: Choice of Songs for the Use of Music Conservatories, Music, Normal and Primary Schools.